# Ашкарка
Ашкарка (башк. Ашкарка, рос. Ашкарка) — річка в Російській Федерації, що протікає у Башкортостані. 
Гирло річки розташоване за 1180 км по правому березі річки Біла. Довжина — 10 км.